# Amplitude (jogo eletrônico de 2003)
Amplitude é um jogo musical de 2003 para PlayStation 2. Ele foi desenvolvido pela Harmonix e é a continuação do jogo Frequency.